# Wärmekeimer

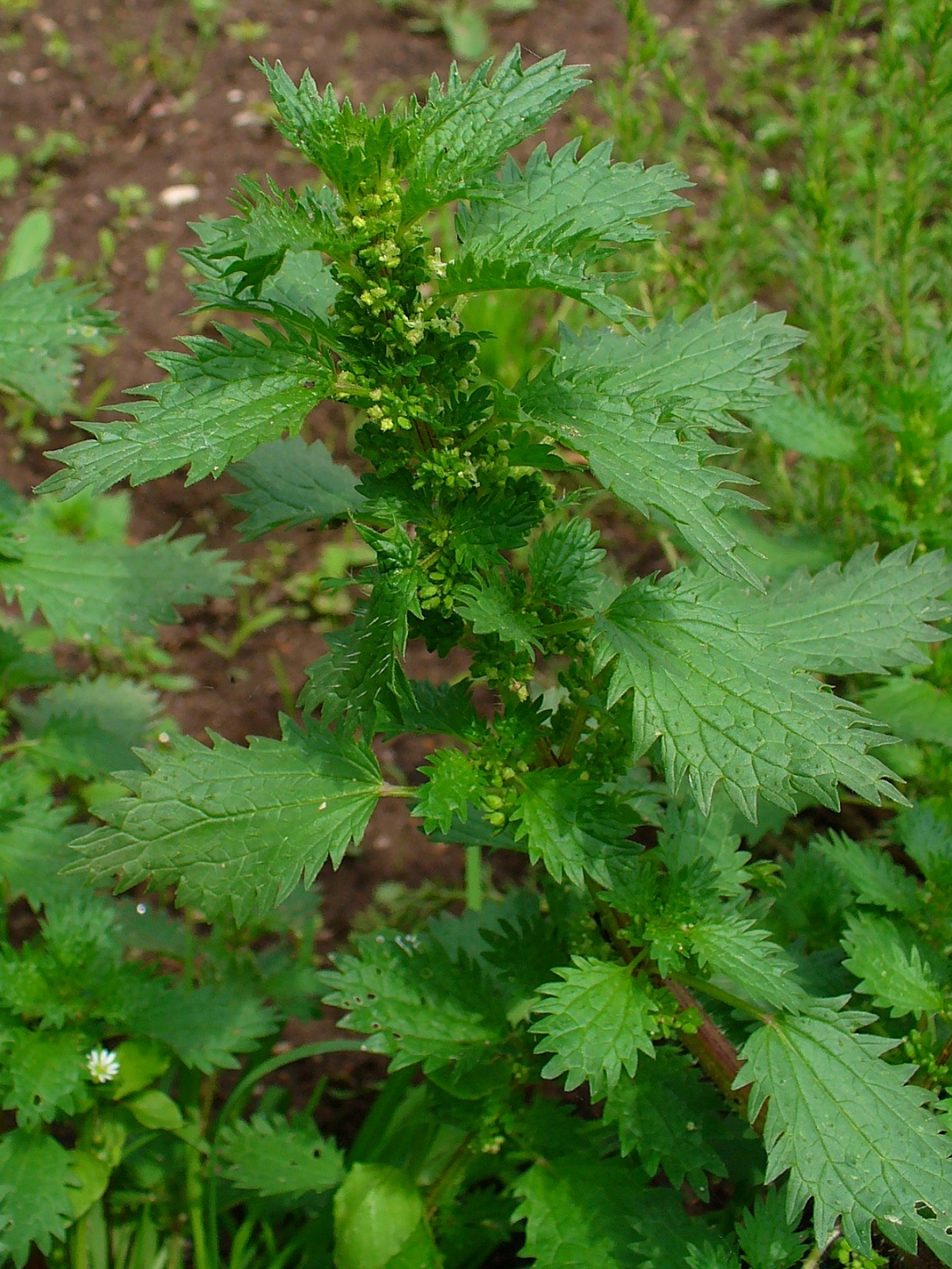
Kleine Brennnessel (Urtica urens) – Ein Wärmekeimer

Wärmekeimer (auch Warmkeimer) sind Pflanzen, die zur Keimung – ganz im Gegensatz zu Kaltkeimern – vergleichsweise hohe Temperaturen benötigen.
Dies sind z. B. Süßgräser wie die Hühnerhirse, Wolfsmilchgewächse wie das einjährige Bingelkraut und die Korbblütler wie die Franzosenkrautarten. Auch die Ufer-Spitzklette ist als Wärmekeiner auf bestimmte Temperaturen angewiesen, ebenso wie die Kleine Brennnessel.
Es gibt unter den Wärmekeimern auch Pflanzen, die sich über Endochorie verbreiten, d. h. sie nutzen ein Tier, dass die Samen frisst und an einem anderen Ort wieder ausscheidet. Einige spezialisierte Pflanzen, wie der Afrikanische Affenbrotbaum (Adansonia digitata) benötigen als Voraussetzung für die Keimung deutlich erhöhte Temperaturen, die beispielsweise im Darm von Elefanten gewährleistet sind.
Noch höhere Temperaturen benötigen die sogenannten Pyrophyten, wie der Mammutbaum oder Eucalyptusbäume, die einen Waldbrand als Voraussetzung für die Keimung benötigen.